# Freden (Adelsgeschlecht)

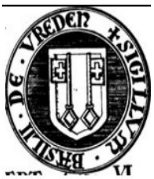
Siegel des Basilius von Freden, 1426

Die Herren von Freden (auch Vreden, Freyden o. ä.) waren ein uradeliges niedersächsisches Adelsgeschlecht, das dann auch in Schleswig-Holstein und im Baltikum ansässig wurde und im 16. Jahrhundert erloschen ist. 

## Name und Verwandtschaft
Die Herren von Freden nannten sich nach dem Ort Freden (Leine). Ihr Name schrieb sich im Lauf ihrer Geschichte Freden, Fredenon, Friethen, Vreden, Frethen, Vrethen, Freten, Verdenem, Freyden, Vriden,  Vredene, Frieden, Fredhen, Wredhen. Ihr Familienwappen sowie gemeinsamer Besitz, weisen sie als Zweig der Familie der Herren von Rosdorf aus. Die Herren von Freden waren mit den Herren von Escherde und den Herren von Gittelde verwandt, wie gemeinsamer Besitz in und um Burg Winzenburg, sowie von Burg  Westerhof bezeugt. Gemeinsam mit den ebenfalls verwandten Herren von Gandersheim teilten sich die Herren von Freden die Vogtei des Stifts. Für die Stiftskirche von Gandersheim stifteten sie einen eigenen Seitenaltar, Fredenscher oder Uslarscher Altar genannt, den noch heute ihr Wappen ziert.

## Geschichte
Ab Mitte des 12. Jahrhunderts treten die Herren von Freden als Ministeriale des Bistums Hildesheim namentlich in Erscheinung. Walter von Freden, der zwischen 1142 bzw. 1158 bis 1190 in Urkunden des Bistums Hildesheim erscheint, war der erste urkundlich nachgewiesene Vertreter der Familie. Auf ihn folgten 1202 Friedrich von Freden, sowie 1203 die Brüder Ekbert (sen.) und Konrad von Freden.
Ekbert (jun.) von Freden verkaufte 1231 ein Viertel des Waldes Pandelbeke, bei Müncheberg im Harzvorland, unweit von Gittelde. Der Wald, uralter Eigenbesitz der Familie
, gehörte zu weiteren 25 % den  Grafen von Woldenberg, deren Anteil aus dem Erbe der Gaugrafen des Ambergaus, der Grafen von Insula-Werder, stammte; 50 % des Waldes waren im Besitz von Pfalzgraf Heinrich (V.) der Ältere von Braunschweig.
Der Ambergau wurde  über Generationen durch Billunger regiert, so von Ekbert vom Ambergau (932–994) und seinem Sohn Wichmann III. (gest. 1016). Auch wenn keine agnatische Beziehung zwischen den Billungern und den Herren von Freden existiert haben dürfte, eine cognatische ist wahrscheinlich. Wichmann III. wurde in Vreden beigesetzt. Bisher ging die Wissenschaft davon aus, diese Ortsangabe beziehe sich auf Vreden in Westfalen, da Wichmann dort Vogt war. Doch sein Leichnam wurde „zu seinen Vorvätern“ überführt, die eindeutig über Generationen im Ambergau geherrscht hatten. Freden an der Leine dürfte daher gemeint gewesen sein. Zumal Wichmann 1009 nachweislich im Besitz von Dahlum = Königsdahlum war. Nahe bei Dahlum verfügten Verwandte der Herren von Freden (die Herren von Bovenden) erstaunlicherweise ebenfalls über Waldbesitz (Wald Sundern), sowie gemeinsam mit den Grafen von Insula-Werder,  den Grafen von Woldenberg-Wöltigerode, den Advokaten von Hildesheim, den Herren von Escherde, über umfangreichen Grundbesitz in zwei  Orten (Ammenhusen, Woldenhusen) unmittelbar bei Dahlum gelegen, wie der Wald Sundern. Daher erklärt sich die Übernahme bzw. Pflege des Billunger-Leitnamens Ekbert in der Familie von Freden. Auch Freden selbst weist gemeinsamen Besitz von Pfalzgraf Heinrich und den Herren von Freden auf: 1223 besaß der Pfalzgraf z. B. das Kirchpatronat am Ort, während die Herren von Freden zu beiden Seiten der Leine über Besitz verfügten. Dieser gemeinsame Besitz dürfte auf die Billunger zurückgehen.
Ekbert (jun.) von Freden, der Verkäufer des Waldes Pandelbeke, urkundete zwischen 1228 und 1251. Er war, wie sein Vorfahre, Walter von Freden, Ministerialer im Dienst des Bistums Hildesheim. Sein Bruder hieß nach dem Großvater Walther.
Bischof Konrad II. von Riesenberg, Bischof von Hildesheim zwischen 1221 und 1246, legte sich mit den damals mächtigen Familien der Herren von Escherde und von Freden an, um deren Einfluss zu beschneiden, und um das Gebiet des Bistums zu erweitern und abzurunden. Er kaufte ihre Besitzanteile u. a. an der Winzenburg, an Elze und Sarstedt gegen hohe Geldbeträge, sowie neue Belehnungen im Bistum ab.
Gegen Ende des 13. und Beginn des 14. Jahrhunderts erreichten die Herren von Freden den Zenit ihrer Macht. Sie erbauten in Freden die Burg Hausfreden, die den Leineübergang zwischen Gross- und Klein Freden überwachte. Zeitgleich übten sie, teilweise gemeinsam mit den Herren von Gandersheim, teilweise allein in Gandersheim die Vogtei aus. Zu dieser Zeit stifteten sie den ursprünglich bedeutenden Seitenaltar zu Ehren des Hausheiligen Johannes Baptist, rechts neben dem Altarraum.
Ein Teil der Familie war zu Beginn des 13. Jahrhunderts, gemeinsam mit verwandten Familien sowohl zum Kreuzzug ins Baltikum aufgebrochen, als auch, um sich in Schleswig-Holstein anzusiedeln. An beiden Standorten ist die Familie bis ins 16. Jahrhundert nachweisbar. Im Laufe des 14. Jahrhunderts teilten sie sich, gemeinsam mit ihren Verwandten, den Herren von Gittelde, Burg und Herrschaft Westerfeld. Im 16. Jahrhundert verliert sich die Spur der Familie, sowohl in ihrer ursprünglichen Heimat, als auch in Schleswig-Holstein und im Baltikum.

## Wappen

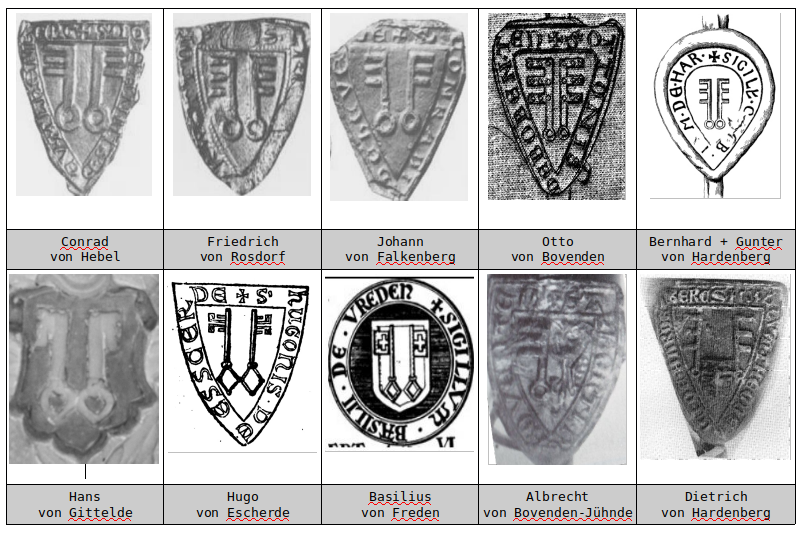
Wappentabelle mit Schlüsslwappen, u. a. Basilius von Vreden

Die Herren von Freden führten wie die Herren von Rosdorf zwei senkrecht, mit dem Rücken zueinander stehende Schlüssel im Schild.

## Weblink
- Beitrag auf Die Edlen Herren von Rosdorf